# Sophie Chang
Sophie Chang (født 28. maj 1997 i Havre de Grace, Maryland, USA) er en professionel tennisspiller fra USA.